# Kankhära
Kankhära är ett skär i Åland (Finland). Det ligger i Skärgårdshavet eller Norra Östersjön och i kommunen Kökar i landskapet Åland, i den sydvästra delen av landet. Ön ligger omkring 75 kilometer sydöst om Mariehamn och omkring 220 kilometer väster om Helsingfors.
Öns area är 1,8 hektar och dess största längd är 200 meter i nord-sydlig riktning. Trakten är glest befolkad. Det finns inga samhällen i närheten.